# ريتشارد إي. هوغلاند
ريتشارد إي. هوغلاند (بالإنجليزية: Richard E. Hoagland)‏ هو دبلوماسي أمريكي، ولد في 1950.

## وصلات خارجية
- ريتشارد إي. هوغلاند على موقع إن إن دي بي (الإنجليزية)